# Walter Braun (Verwaltungsjurist)
Walter Braun (* 2. Juni 1884 in Ratibor; † 14. Juni 1933 in Belgard an der Persante) war ein deutscher Verwaltungsjurist in Preußen.

## Leben
Braun studierte Rechtswissenschaft an der  Schlesischen Friedrich-Wilhelms-Universität und wurde 1904 im Corps Lusatia Breslau aktiv. Seit 1908 Gerichtsreferendar und seit 1912 Gerichtsassessor, war er in Breslau bei der Bank für Handel und Industrie und als Rechtsanwaltsvertreter tätig. 1915 wechselte er zur Staatsanwaltschaft in Breslau. Im Freistaat Preußen trat er 1919 in die Verwaltung der Provinz Brandenburg. Im Regierungsbezirk Frankfurt wurde er 1920 Regierungsassessor, dann Landrat im Kreis Arnswalde. Von der Universität Breslau wurde er 1924 zum Dr. iur. promoviert. 1926 kam er als  Regierungsrat zur Regierung in Köln und 1927 als Oberregierungsrat zur Regierung in Stettin. 1929 wurde er Landrat im Kreis Bublitz in der Provinz Pommern. Als der Kreis 1932 aufgelöst wurde, wechselte er als Landrat in Pommerns Landkreis Belgard (Persante). Er war Direktor der Kreisfeuersozietät und saß im  Aufsichtsrat der Köslin–Belgarder Bahnen. Kurz nach seinem 49. Geburtstag nahm er sich das Leben. Braun war Mitglied der Deutschnationalen Volkspartei.